# 야오시
야오시(일본어: 八尾市 야오시[*])는 일본 오사카부 동부에 있는 시이다. 2020년 4월 1일에 중핵시로 승격하였다.

## 역사
- 1889년 4월 1일 - 와카에군의 1정 15촌이 합병해 와카에군 야오촌이 성립하였다.
- 1896년 4월 1일 - 나카카와치군이 성립하였다.
- 1903년 8월 1일 - 정으로 승격해 나카카와치군 야오정이 되었다.
- 1948년 4월 1일 - 나카카와치군 니시고리촌, 류게정, 규호지촌, 다이쇼촌과 합병하면서 시로 승격해 야오시가 탄생하였다.
- 1957년 4월 1일 - 미나미카와치군 시키정을 편입하였다.

## 인구
| 연도 | 인구      | ±% |
| ---- | --------- | -- |
| 1970 | 227,778명 | —  |
| 1975 | 261,639명 | —  |
| 1980 | 272,706명 | —  |
| 1985 | 276,394명 | —  |
| 1990 | 277,568명 | —  |
| 1995 | 276,664명 | —  |
| 2000 | 274,777명 | —  |
| 2005 | 273,487명 | —  |
| 2010 | 271,460명 | —  |
| 2015 | 268,800명 | —  |
| 2020 | 264,642명 | —  |

## 지리
오사카평야의 중부이자 오사카시 동남부와 인접한다. 서부는 대체로 평탄하며 고도는 10m 정도이다. 동부에는 다카야스산을 시작으로 하는 험난한 이코마 산계가 있어 나라현과의 경계를 이루고 있다. 시 남단에서 야마토강이 흐르고 옛 야마토강 수계인 나가세강, 다마쿠시강 등 소하천도 흐른다. 남부에는 야오 공항이 있어 육상자위대 주둔지와 민간 소형 항공기가 공용하고 있다.

### 기후
서쪽으로 오사카만, 동쪽으로 이코마 산지가 있고 오사카평야의 중앙부 동쪽에 위치하는 지형적 조건으로 인해 일반적으로 온난하다. 연평균 기온은 약 17℃이다. 눈은 평지부에서는 많이 오지 않지만 1965년 3월에는 폭설로 상가가 붕괴한 적이 있었다.
다카야스산 부근에서는 평야부와는 달리 이따금 쌓이는 정도의 눈이 내리고 춥다. 연 강수량은 약 1,235mm이다. 풍속은 연평균 약 2.4m/s이고 습도는 연평균 약 69%이다. 역대 최고 기온은 38.9℃이고 역대 최저 기온은 -4.5℃이다.
| 야오시의 기후                                                | 야오시의 기후 | 야오시의 기후 | 야오시의 기후 | 야오시의 기후 | 야오시의 기후 | 야오시의 기후 | 야오시의 기후 | 야오시의 기후 | 야오시의 기후 | 야오시의 기후 | 야오시의 기후 | 야오시의 기후 | 야오시의 기후   |
| 월                                                           | 1월           | 2월           | 3월           | 4월           | 5월           | 6월           | 7월           | 8월           | 9월           | 10월          | 11월          | 12월          | 연간            |
| ------------------------------------------------------------ | ------------- | ------------- | ------------- | ------------- | ------------- | ------------- | ------------- | ------------- | ------------- | ------------- | ------------- | ------------- | --------------- |
| 역대 최고 기온 °C (°F)                                       | 18.9 (66.0)   | 23.8 (74.8)   | 25.4 (77.7)   | 30.4 (86.7)   | 32.8 (91.0)   | 33.5 (92.3)   | 38.2 (100.8)  | 38.9 (102.0)  | 37.0 (98.6)   | 33.0 (91.4)   | 28.1 (82.6)   | 26.1 (79.0)   | 38.9 (102.0)    |
| 일평균 최고 기온 °C (°F)                                     | 9.4 (48.9)    | 10.5 (50.9)   | 14.5 (58.1)   | 20.0 (68.0)   | 25.1 (77.2)   | 28.4 (83.1)   | 31.9 (89.4)   | 33.7 (92.7)   | 29.7 (85.5)   | 23.8 (74.8)   | 18.0 (64.4)   | 12.0 (53.6)   | 21.4 (70.5)     |
| 일일 평균 기온 °C (°F)                                       | 5.5 (41.9)    | 6.3 (43.3)    | 9.6 (49.3)    | 14.9 (58.8)   | 20.0 (68.0)   | 23.9 (75.0)   | 27.7 (81.9)   | 29.1 (84.4)   | 25.2 (77.4)   | 19.2 (66.6)   | 13.5 (56.3)   | 8.0 (46.4)    | 16.9 (62.4)     |
| 일평균 최저 기온 °C (°F)                                     | 1.4 (34.5)    | 2.0 (35.6)    | 4.9 (40.8)    | 9.8 (49.6)    | 15.1 (59.2)   | 20.0 (68.0)   | 24.2 (75.6)   | 25.3 (77.5)   | 21.3 (70.3)   | 15.0 (59.0)   | 9.0 (48.2)    | 3.8 (38.8)    | 12.6 (54.7)     |
| 역대 최저 기온 °C (°F)                                       | −3.6 (25.5)   | −4.5 (23.9)   | −1.5 (29.3)   | 0.6 (33.1)    | 6.7 (44.1)    | 12.7 (54.9)   | 17.6 (63.7)   | 18.0 (64.4)   | 13.4 (56.1)   | 6.1 (43.0)    | 1.8 (35.2)    | −2.7 (27.1)   | −4.5 (23.9)     |
| 평균 강수량 mm (인치)                                        | 47.1 (1.85)   | 63.9 (2.52)   | 99.9 (3.93)   | 88.2 (3.47)   | 117.8 (4.64)  | 149.0 (5.87)  | 169.8 (6.69)  | 103.1 (4.06)  | 137.4 (5.41)  | 142.1 (5.59)  | 71.9 (2.83)   | 57.1 (2.25)   | 1,263.9 (49.76) |
| 평균 강수일수 (≥ 1.0mm)                                      | 5.6           | 7.0           | 9.4           | 9.1           | 9.3           | 10.5          | 11.1          | 7.9           | 10.2          | 9.1           | 7.2           | 6.5           | 102.7           |
| 출처: 일본 기상청 (평년값: 2003년~2020년, 극값: 2003년~현재) |               |               |               |               |               |               |               |               |               |               |               |               |                 |

### 인접하는 지자체
- 오사카부
  - 오사카시(히라노구)
  - 가시와라시
  - 히가시오사카시
  - 후지이데라시
  - 마쓰바라시

- 나라현
  - 이코마군(헤구리정, 산고정)

## 교통

### 공항
- 야오 공항

### 철도
- 서일본 여객철도
  - 간사이 본선(야마토지선)
  - 오사카히가시선

- 긴키 닛폰 철도
  - 오사카선
  - 시기선
  - 니시시기코사쿠선

- 오사카 메트로
  - 다니마치선

### 도로
- 긴키 자동차도
- 국도 제25호선
- 국도 제170호선 (일본)(일본어판)